# Joey Yung
Yung Cho Yee (en chino tradicional, 容祖兒; en chino simplificado, 容祖儿; pinyin, Róng Zǔ'ér), conocida como Joey Yung (nacida el 16 de junio de 1980), es una actriz y cantante de Hong Kong, ganadora de los premios "JSG". Yung es una de las intérpretes en cantonés de Hong Kong. 

## Biografía
Yung asistió a la escuela primaria de "Ma On Shan", perteneciente a una iglesia luterana.
Trabajó como Más oficinista y ayudaba a su madre en una boutique de moda.

## Carrera
A la edad de 15 años, Yung participó en muchos concursos de canto, entre ellos el concurso de Big Echo Karaoke, en el que se le dio la oportunidad de convertirse en una artista profesional de la "Go East Entertainment Co. Ltd.", sin embargo su contrato con Go East terminó después de que ella grabó un tema musical titulado "The First Time", como el tema principal de una película. 
En 2009, se reveló que Yung fue alumna de la cantante Teresa Carpio, antes de que ella comenzara su carrera como cantante.
Es miembro de la compañía "Entertainment Group". 
Yung ha ganado numerosos premios, incluyendo el prestigioso reconocimiento de JSG en la categoría de "Más popular y mejor cantante femenina" y "Ultimate como Mejor Cantante Femenina de la voz de Oro", otorgada estos reconocimientos ocho veces. Yung se posesionó en el puesto 52.º en 2013, en la lista de los más famosos de "Forbes China", convirtiéndose en la cantante cantopop mejor pagada por un ingreso estimado a 29.200.000 de dólares.

## Filmografía

### Cine[1][2]
| Año  | Título                       | Personaje     | Notas         |
| ---- | ---------------------------- | ------------- | ------------- |
| 1999 | The Accident                 |               | guest star    |
| 2000 | Winner Takes All             | Paulina Wu    |               |
| 2001 | Feel 100% II                 |               |               |
| 2001 | Expect a Miracle             |               |               |
| 2001 | My Schoolmate, the Barbarian |               |               |
| 2002 | Demi-Haunted                 | Tsi Wan-fei   |               |
| 2004 | The Attractive One           |               |               |
| 2005 | Crazy N' The City            | Liu Tak-nam   |               |
| 2010 | The Jade and the Pearl       | Zhu San-niang |               |
| 2010 | Toy Story 3                  | Jessie        | Cantonese dub |
| 2012 | Diva                         | J Yim         |               |
| 2023 | Long ma jing shen            | Yingzi        |               |

### Series de televisión
| Año  | Título                 | Personaje      | Notas      |
| ---- | ---------------------- | -------------- | ---------- |
| 2000 | The Green Hope         | Wai Man        |            |
| 2003 | Not Just a Pretty Face | Wu Man-sui     |            |
| 2004 | Sunshine Heartbeat     | Fortune teller | guest star |
| 2004 | Kung Fu Soccer         | Wong Siu-mui   |            |
| 2007 | On the First Beat      | Cheung Nim-yan |            |
| 2009 | Stage of Youth         |                |            |

### Programas de variedades
| Año             | Programa         | Notas                                   |
| --------------- | ---------------- | --------------------------------------- |
| 2019            | Back To Field S3 |                                         |
| 2017            | Keep Running     | 2 episodios (#5.03 y # 5.04) - invitada |
| 2009, 2016-2018 | Happy Camp       | 6 episodios - invitada                  |

## Discografía
- Who Will Love Me (2000)
- All Summer Holiday (2001)
- Solemn on Stage (2001)
- Something About You (2002)
- My Pride (2003)
- Show Up! (2003)
- Nin9 2 5ive (2004)
- Give Love a Break (2004)
- Bi-Heart (2005)
- Ten Most Wanted (2006)
- Close Up (2006)
- Glow (2007)
- In Motion (2008)
- A Time for Us (2009)
- Joey & Joey (2011)
- Little Day (2013)